# 日米タイムズ

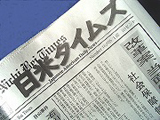

日米タイムズ（にちべいタイムズ, Nichi Bei Times）は、アメリカ合衆国・カリフォルニア州で発行されていた邦字新聞。1946年創刊、2009年9月10日付けの紙面を最後に廃刊。現地では羅府新報（本社ロサンゼルス）に次いで古い邦字新聞社。本社住所は、サンフランシスコ日本町の北西に位置するサンフランシスコ市ブッシュストリート2211番地。2009年9月時点の社長は岡田幹夫、副社長はケンジ・タグマ（日系3世）。海外日系新聞放送協会加盟。

## 創刊時
第二次世界大戦が終わった翌年の1946年5月18日、合資会社「日米時事新聞社」（英語名はNichibei Times）としてサンフランシスコ市で創立した。発起人は日本人と日系二世の計6人（元日米新聞編集長・浅野七之助、英文欄担当・安孫子恭雄、会計担当・小林二男、印刷発送担当・川岡一美、文選組版担当・梅津孜、元出版業・池田貫造）で、初代社長は、戦前に日米新聞（本社サンフランシスコ）で編集長を務めていた浅野七之助。
戦中に米国政府によって日系人強制収容所に監禁され、土地や財産を奪われた在米日本人と日系二世のコミュニティー復興を支えるのが発行の主な目的だった。
サター通り1763番地にあったサンフランシスコ日本町の元・佐野日本語学院校舎を借り受けて自社印刷機で製作、印刷を行った。鉛活字はすでに使われていなかった印刷会社のものを買い取った。創刊時は全4ページで、週3日発行だった。
1947年にはエディーストリート1375番地のれんが造り2階建てガレージを購入し、株式会社へ移行した。資本金10万ドルで株主を募集したが、新聞の自主独立と言論の自由を確保するため、購入できる株は1人1千ドルを超えないとする方針が採られた。
創刊3か月目には週5日発行の日刊新聞に移行。ページ数は多少の増減があるが、おおむね全8ページ（日本語6ページ、英語2ページ）だった。日本語ページには日本人渡米者（日系1世）向けの記事として、日米の一般ニュース、日系人関係のニュース、コミュニティーの行事や話題を掲載した。英語ページには日系2世以降の米国人向けに、日系人関係のニュースを中心に掲載した。
新聞の発行と同時に企業の名刺、ちらし、領収書等の印刷事業収入で経営を支えた。

## 日系人社会に関する報道
創刊時から創業者の浅野が手がけていたララ物資運動を積極的に報道し、運動拡大に寄与した。
カリフォルニア州外国人土地法の廃止運動（1956年に同法撤廃）、日本人移民の帰化権獲得運動（1952年に移民国籍法制定で帰化権獲得）、戦時の日本人・日系人強制収容に対する国家賠償運動（1988年に市民の自由法が成立し賠償決定）など、差別的な立場に置かれていた在米者の権利獲得への活動を報道し続けた。

## 日本の新聞社との関係
創業者の浅野が朝日新聞社通信員も兼務していたことなどから、本社をエディー通りに移転した際には朝日新聞社から日本語の鉛活字を譲り受けて使用するようになった。
戦争直後の1946年当時は日米の人の行き来が難しかったことなどから、日米タイムズの記者が朝日新聞社、東京新聞社の通信員も兼務し、日本へ米国の記事を配信していた。
共同通信社、時事通信社から記事の配信を受けていた。

## 1970年代以降
その後サンフランシスコ市の再開発計画のため同ビルを市へ売却し、1972年には現在地（10500平方フィート）に自社ビルを竣工した。このときオフセット輪転機を購入した。
元は日本語と英語の合同紙面だったが、2006年からは日本語版（大判）「日米タイムズ」と英語版（タブロイド版）「日米タイムズウイークリー」に分けて制作。日本語版は全12ページ・週3日（火、木、土曜）、英語版は週1回（木曜）発行で、購読者はサンフランシスコや州都サクラメント、サンノゼなどカリフォルニア州北部の住民が中心となっている。
創刊60周年となる2006年の新年特別号（1月発行）に広告を掲載した日系コミュニティー団体や企業等の数は400。日本語版は週3日、英語版は週1日。発行部数は約8,000部。

## 廃刊後の動き
英語版週刊紙「日米タイムズウイークリー」については、日系米国人コミュニティーの声を代弁する報道媒体が今後も不可欠であるとの見解から、有志で財団（仮称・日米財団）を創設し非営利で発行を続ける準備が進められている。

## 歴代社長
- 初代 浅野 七之助
- 2代目 池添 一馬
- 3代目 滑川 厳
- 4代目 梅津 孜
- 5代目 岡田 幹夫（～2009年9月）

## 年表
- 1946年5月18日 サンフランシスコ市サター通り1763番地へ合資会社日米タイムズ創立（日本語名・日米時事、英語名Nichibei Times）
- 1947年 エディー通り1375番地へ移転、株式会社へ移行
- 1948年4月 帰還復興史・住所録を発行
- 1960年5月18日 日米修好百周年記念祝賀記念号発行
- 1972年 ブッシュ通り2211番地へ移転、オフセット輪転機購入
- 1975年10月8日 天皇皇后両陛下御訪米記念号発行
- 1990年9月7日 サンノゼ日本町百周年記念号発行
- 1994年6月21、24、25日 天皇陛下・皇后陛下ご訪米記念特集号発行
- 1996年 コンピュータ使用による製作体制へ移行
- 1998年 日米時事新聞50周年記念誌発行
- 2004年 日本政府・外務大臣表彰
- 2005年 海外日系新聞放送協会大賞
- 2006年 サンフランシスコ日本町百周念特別号発行
- 2009年 9月10日発行分を最後に廃刊。